# Franziskanerkloster Unserer Lieben Frau von den Engeln

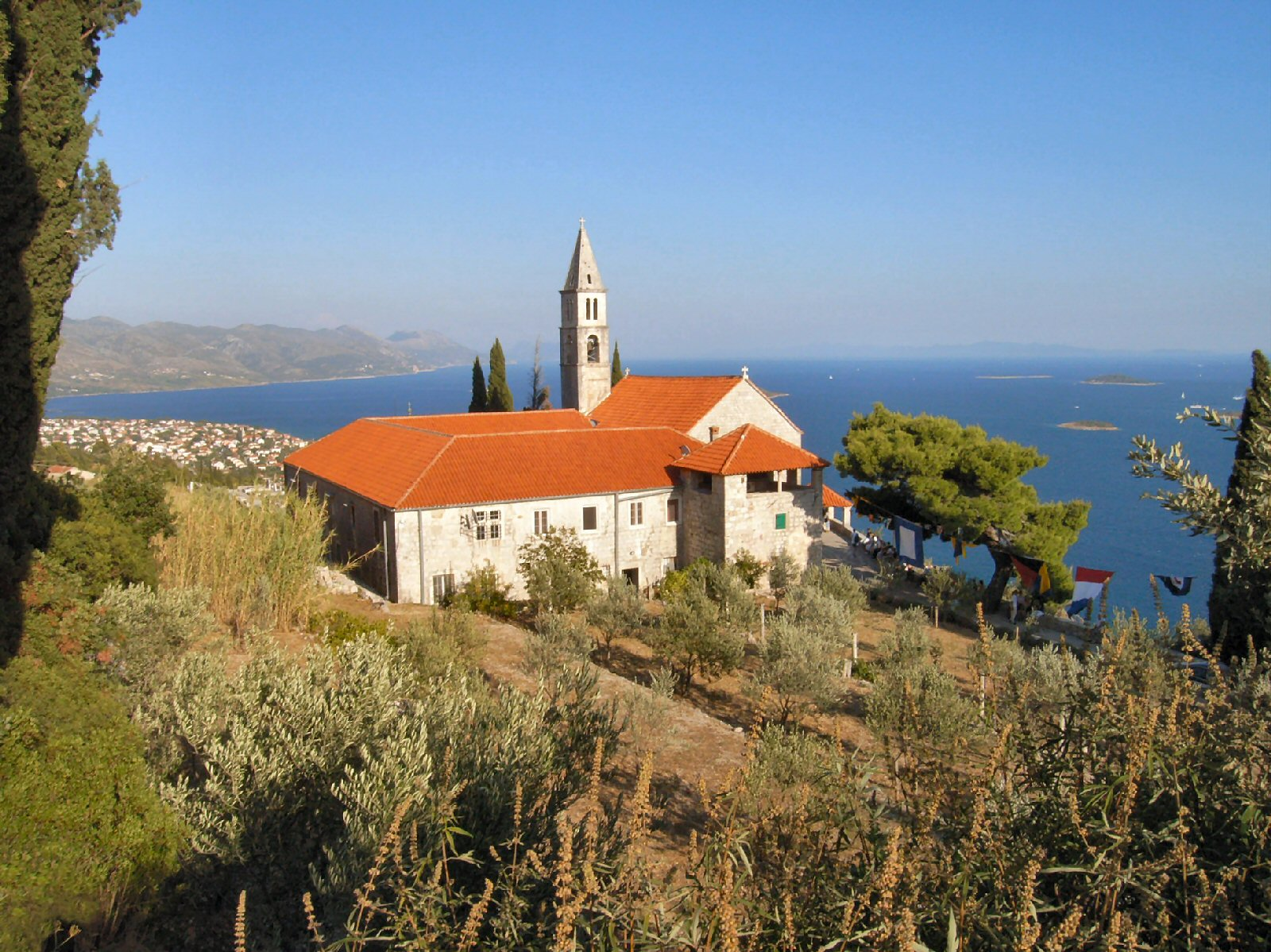
Franziskanerkloster mit der Kirche „Unserer Lieben Frau von den Engeln“

Das Franziskanerkloster Unserer Lieben Frau von den Engeln (kroatisch Franjevački Samostan Gospe od Anđela) ist ein Franziskanerkloster im Ortsteil Podgorje der Gemeinde Orebić auf der Halbinsel Pelješac in Kroatien. Es ist der Mutter Jesu unter dem volkstümlichen Titel Maria von den Engeln gewidmet und wurde im 16. Jahrhundert im Stil der Gotik und Renaissance errichtet.

## Geschichte und Bauwerk
Das Kloster geht auf einen Vertrag vom 20. August 1479 zurück, in dem die Republik Ragusa den Baumeister Mihoča Radišić mit dem Bau einer Kirche beauftragte. Ein Beschluss des Senats von 1481 genehmigte das Vorhaben und stellte das benötigte Grundstück bereit. Die Kirche wurde am 17. Mai 1534 vom Bischof von Ston, Nikola Nikoničić, geweiht. Schutzpatronin ist Maria von den Engeln. Die namensgleiche Basilika Santa Maria degli Angeli in Assisi ist erbaut über der Portiuncula-Kapelle, in der der Ordensgründer Franz von Assisi starb und die franziskanischen Orden ihren Ursprung nahmen. Das Kloster gehört innerhalb des Franziskanerordens zur Franziskanerprovinz des heiligen Hieronymus in Dalmatien, die es in Zusammenarbeit mit der Franziskanerprovinz Mariä Himmelfahrt in Herzegowina betreibt. Nach kanonischem Recht gehört das Kloster zur römisch-katholischen Diözese Dubrovnik, die dem Erzbistum Split-Makarska als Suffragan untersteht.
Wesentliches Bauwerk des Klosters ist eine einschiffige Kirche mit quadratischem Chor im Stil der Gotik und Renaissance. Zur ursprünglichen Ausstattung zählen zwei Darstellungen der Gottesmutter mit Kind – ein Marmorrelief von Thomas Fiamberti und eine Skulptur von Niccolò di Giovanni Fiorentino –, ein Kruzifix von Juraj Petrović sowie ein Altarbild Mariä Himmelfahrt, das der venezianischen Schule zugerechnet und Maffeo Verona zugeschrieben wird.
Weitere Altäre sind unter anderem den Heiligen Franziskus, Antonius von Padua und Nikolaus von Myra sowie den Seelen im Fegefeuer gewidmet. Eine Wandmalerei über dem Triumphbogen zeigt das Kloster mit vorbeiziehendem Segelschiff. Die heutigen Kreuzwegstationen stammen aus den 1960er-Jahren; ältere Exemplare aus dem 18. Jahrhundert sind im Museum erhalten.
Im 19. Jahrhundert wurde die Anlage umfassend instand gesetzt. Dabei wurden Dach, Glockenturm, Zisterne und Orgel erneuert sowie Räume für ein Noviziat eingerichtet, das bis 1888 bestand. Im Zweiten Weltkrieg wurde das Kloster bei einem Luftangriff am 14. Juni 1944 schwer beschädigt. Weitere Schäden verursachte das Erdbeben vom 6. Januar 1960. Seit 1963 steht die Anlage unter Denkmalschutz.
Das Kloster liegt rund 152 m über dem Meeresspiegel auf einer Anhöhe oberhalb eines Steilhangs mit Blick auf den Pelješac-Kanal und die Insel Korčula. Umgeben ist es von Kiefernwald und einem Zypressenhain, die als Naturdenkmal geschützt sind.

## Seefahrertradition und Kapitänsfriedhof

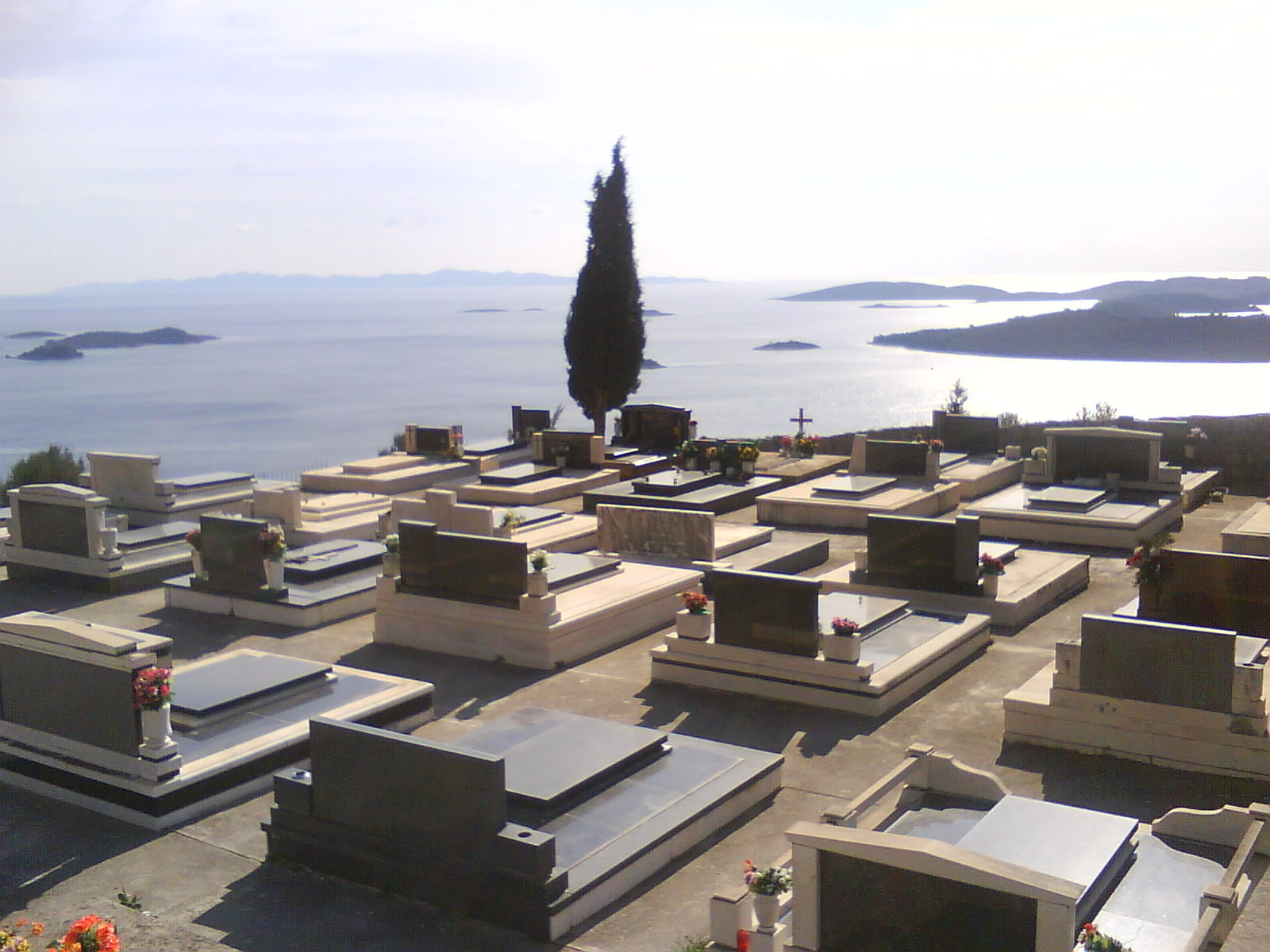
Der Kapitänsfriedhof mit Blick auf den Pelješac-Kanal

In der Vergangenheit grüßten Kapitäne aus Orebić das Kloster beim Vorbeifahren mit dreifachem Tonsignal, worauf die Franziskaner mit dem Glockengeläut des Kirchturms antworteten.
Unmittelbar hinter der Kirche befindet sich der sogenannte Kapitänsfriedhof. Dort steht das prunkvolle Mausoleum der Familie Mimbelli, gestaltet von dem kroatischen Bildhauer Ivan Rendić. Eine Marmorstatue eines Mädchens mit einem umgedrehten Wasserkrug symbolisiert das Ende der Familienlinie – der Legende nach infolge einer verbotenen Liebesbeziehung des Kapitänssohns Baldo Mimbelli.

## Feiertage
Wichtige liturgische Feste und Wallfahrtstage am Kloster sind:
- Montag nach Pfingsten: Fest „Maria, Mutter der Kirche“ (Gospa od Anđela)
- 15. August: Mariä Himmelfahrt (Velika Gospa)
- 8. Dezember: Hochfest der unbefleckten Empfängnis (Bezgrešno Začeće)

Zu den Feierlichkeiten kommen Gläubige aus Orebić, Lumbarda, Korčula, Pupnat, Viganj und Kućište.

## Historische Besucher und Erwähnungen
- Der österreichische Prinz Philipp von Sachsen-Coburg und Gotha besuchte das Kloster 1905.[4]
- Der britische Historiker und Publizist Robert William Seton-Watson hielt sich 1913 dort auf.[4]
- Der deutsche Schriftsteller Ernst Jünger besuchte das Kloster 1932 und schilderte es in seinem Reisetagebuch Dalmatinischer Aufenthalt, in dem er es nach dem italienischen Namen von Podgorje als Kloster Sottomonte bezeichnete.[6]